# Dynamite (singel BTS)
„Dynamite” – singel południowokoreańskiej grupy BTS, wydany cyfrowo 21 sierpnia 2020 roku przez Big Hit i Sony Music. Jest to pierwsza piosenka BTS w całości nagrana w języku angielskim. Piosenka została napisana przez Davida Stewarta i Jessicę Agombar i wyprodukowana przez Stewarta. „Dynamite” to optymistyczna piosenka z gatunku disco-pop z elementami funku i soulu.
Utwór zadebiutował na pierwszym miejscu listy Billboard Hot 100, stając się pierwszym singlem zespołu, który zajął pierwsze miejsce w Stanach Zjednoczonych, czyniąc BTS pierwszym zespołem z Korei Południowej, który tego dokonał. Piosenka sprzedała się w liczbie 265 tys. pobrań w pierwszym tygodniu.

## Tło i promocja
26 lipca 2020 roku, podczas transmisji na żywo przez V Live, zespół potwierdził, że 21 sierpnia 2020 roku wyda anglojęzyczny utwór jako pierwszy singel z nadchodzącego albumu. Mówiąc o piosence członkowie zespołu wyjawili, że „z powodu COVID-19 ludzie na całym świecie przeżywają trudne chwile i chcieliśmy podzielić się pozytywną energią z naszymi fanami”. Dzień po ujawnieniu informacji została uruchomiona strona internetowa wyświetlająca siedem odliczań, z których każde odpowiadało nowemu ogłoszeniu związanemu z singlem. 31 lipca grupa udostępniła link do wstępnego zapisu na Spotify. 2 sierpnia Big Hit Entertainmet ujawniło, że tytuł piosenki będzie brzmiał „Dynamite”. Następnego dnia pojawiły się zamówienia w przedsprzedaży na 7-calowe płyty gramofonowe i kasetowe wydania utworu, a także cyfrowy singel i jego instrumentalną wersję dla klientów z USA; wersje fizyczne zostały wyprzedane w ciągu godziny. Następnego dnia zespół udostępnił harmonogram promocji, w którym ujawniono dwie daty premier teledysków, trzy wywiady z amerykańskimi stacjami telewizyjnymi i występ podczas MTV Video Music Awards 2020. 24 sierpnia zostały wydane remiksy EDM i akustyczny. Dodatkowe remiksy „Tropical” i „Poolside” zostały wydane 28 sierpnia. Cztery nowe remiksy tej piosenki: „Slow Jam”, „Midnight”, „Retro” i „Bedroom”, zostały wydane jednocześnie 18 września.

## Muzyka i słowa
„Dynamite” to utwór disco-pop stylizowany na lata 70. z elementami funku i soulu.
Piosenka została skomponowana w metrum 4/4 w tonacji cis-moll z tempem 114 uderzeń na minutę. Zbudowana w formie zwrotka-refren, zwrotki następują po sekwencji akordów cis-fis7-H7sus-E, podczas gdy refreny następują po sekwencji dis-gis7-Fis. Zakres wokalny obejmuje dźwięki od h do dis². Autorem instrumentacji jest Stewart, który grał na bębnach, perkusji, gitarze basowej, syntezatorze basowym, syntezatorach, padzie, pianinie, gitarach elektrycznych, zaprogramowanych rogach i strunach, a także Johnny Thirkell, który grał na rogu.

## Odbiór krytyczny
„Dynamite” spotkał się z pozytywnym przyjęciem. „The New York Times” umieścił ten utwór na swojej playliście składającej się z trzynastu nowych piosenek z owego tygodnia, a krytyk muzyczny Jon Caramanica napisał, że chociaż był „mniej odważny muzycznie niż utwory, które uczyniły grupę światowym fenomenem, opiera się na jasności, żywiołowości i nieustępliwej radości”. Następnie porównał styl muzyczny utworu do dzieł Jamiroquai i Charliego Putha. Według Noah Yoo z „Pitchfork” piosenka „pragnie wpasować do kanonu zachodniej muzyki pop, a jednocześnie chytrze ją parodiuje”. Chwalił beat jako „dopracowany”, a hook jako „niezapomniany”, w którym „każdy członek ma chwilę, by zabłysnąć”. Porównał również ten utwór do „Uptown Funk” Bruno Marsa (2014) i nazwał go „samoświadomą popową piosenką, która mówi tylko o sobie”. Podobnie Craig Jenkins z „Vulture” uważa piosenkę za „uroczą, chwytliwą, niepozorną rozrywką mas” podobnie do „Uptown Town” i piosenek Katy Perry z jej albumu Teenage Dream z 2010 roku. Recenzując dla „Los Angeles Times”, Laura Zornosa napisała, że piosenka jest „przesiąknięta kolorami i nostalgią” i pochwaliła ją za „wszystkie składniki letniego sukcesu”, łącząc „nowość «Old Town Road» z międzynarodowym stylem «I Like It» i «Despacito» oraz cały ten słoneczny hype «Can’t Stop the Feeling!»”. Tim Chan z „Rolling Stone” uznał ją „jasny i przewiewny” utwór, który uważał za „jedną z najbardziej popowych piosenek, jakie grupa wydała do tej pory” i pochwalił piosenkę za jej brzmienie, produkcję, „podnoszący na duchu” refren i komercyjny urok.
24 listopada 2020 roku ogłoszono, że utwór „Dynamite” został nominowany do nagrody Grammy w kategorii „najlepszy występ popowy w duecie/grupowy”.

## Listy utworów
7-calowe płyty gramofonowe
1. „Dynamite” – 3:19

Kaseta
Strona A
1. „Dynamite” – 3:19

Strona B
1. „Dynamite” – 3:19

Digital
1. „Dynamite” – 3:19
2. „Dynamite” (Instrumental) – 3:18

Digital EP (Extended)
1. „Dynamite” – 3:19
2. „Dynamite” (Instrumental) – 3:18
3. „Dynamite” (Acoustic Remix) – 3:17
4. „Dynamite” (EDM Remix) – 3:18

Digital EP (DayTime Version)
1. „Dynamite” – 3:19
2. „Dynamite” (Instrumental) – 3:18
3. „Dynamite” (Acoustic Remix) – 3:17
4. „Dynamite” (EDM Remix) – 3:18
5. „Dynamite” (Tropical Remix) – 3:17
6. „Dynamite” (Poolside Remix) – 3:03

Digital EP (NightTime Version)
1. „Dynamite” – 3:19
2. „Dynamite” (Instrumental) – 3:18
3. „Dynamite” (Slow Jam Remix) – 3:19
4. „Dynamite” (Midnight Remix) – 3:16
5. „Dynamite” (Retro Remix) – 3:28
6. „Dynamite” (Bedroom Remix) – 3:27

## Notowania
| Lista                                          | Najwyższa pozycja |
| ---------------------------------------------- | ----------------- |
| Argentina Hot 100 (Argentyna)                  | 19                |
| ARIA Top 50 Singles (Australia)                | 2                 |
| Ö3 Austria Top 40 (Austria)                    | 9                 |
| Ultratop 50 Flanders (Belgia)                  | 19                |
| Ultratip Wallonia (Belgia)                     | 1                 |
| Top 10 Pop Internacional (Brazylia)            | 3                 |
| Top 100 Airplay (Brazylia)                     | 35                |
| HRT ARC 100 (Chorwacja)                        | 17                |
| Singles Digitál Top 100 (Czechy)               | 9                 |
| Track Top-40 (Dania)                           | 26                |
| Eesti Tipp-40 (Estonia)                        | 2                 |
| Suomen virallinen lista (Finlandia)            | 13                |
| SNEP (Francja)                                 | 18                |
| Digital Singles Chart (International) (Grecja) | 19                |
| Top 20 Anglo Monitor Latino (Gwatemala)        | 6                 |
| Top 100 Songs (Hiszpania)                      | 38                |
| Dutch Top 40 (Holandia)                        | 8                 |
| Single Top 100 (Holandia)                      | 20                |
| Official Irish Singles Chart Top 50 (Irlandia) | 6                 |
| Media Forest (Izrael)                          | 2                 |
| Japan Hot 100 (Japonia)                        | 2                 |
| Canadian Hot 100 (Kanada)                      | 2                 |
| Canada CHR/Top 40 (Kanada)                     | 8                 |
| Canada Hot AC (Kanada)                         | 19                |
| Top 20 Anglo Monitor Latino (Kolumbia)         | 1                 |
| Promúsica Stream Rankings (Kolumbia)           | 9                 |
| Gaon Digital Chart (Korea Południowa)          | 1                 |
| Top 20 Anglo Monitor Latino (Kostaryka)        | 9                 |
| Singlų Top 100 (Litwa)                         | 1                 |
| Latvijas Top 40 (Łotwa)                        | 1                 |
| RIM (Malezja)                                  | 1                 |
| Radio Airplay Chart (Malta)                    | 12                |
| Top 20 Anglo Monitor Latino (Meksyk)           | 10                |
| Official German Charts (Niemcy)                | 8                 |
| VG-lista (Norwegia)                            | 20                |
| Recorded Music NZ (Nowa Zelandia)              | 4                 |
| Top 20 General Monitor Latino (Panama)         | 9                 |
| Top 20 Anglo Monitor Latino (Peru)             | 1                 |
| AirPlay – Top (Polska)                         | 18                |
| Tophit Airplay (Rosja)                         | 8                 |
| Airplay 100 (Rumunia)                          | 64                |
| Top 20 General Monitor Latino (Salwador)       | 12                |
| RIAS Top Charts (Singapur)                     | 1                 |
| Singles Digitál Top 100 (Słowacja)             | 7                 |
| Billboard Hot 100 (USA)                        | 1                 |
| Sverigetopplistan (Szwajcaria)                 | 4                 |
| Schweizer Hitparade (Szwecja)                  | 19                |
| Singles Sales Chart Top 100 (Szkocja)          | 1                 |
| Single (track) Top 40 lista (Węgry)            | 1                 |
| Singles Chart Top 100 (Wielka Brytania)        | 3                 |
| FIMI (Włochy)                                  | 28                |

### Nagrody w programach muzycznych
| Program                   | Data                 | Źródło |
| ------------------------- | -------------------- | ------ |
| Show! Music Core (MBC)    | 29 sierpnia 2020     | [ 69 ] |
| Show! Music Core (MBC)    | 5 września 2020      | [ 70 ] |
| Show! Music Core (MBC)    | 12 września 2020     | [ 71 ] |
| Show! Music Core (MBC)    | 19 września 2020     | [ 72 ] |
| Show! Music Core (MBC)    | 26 września 2020     | [ 73 ] |
| Show! Music Core (MBC)    | 10 października 2020 | [ 74 ] |
| Show! Music Core (MBC)    | 17 października 2020 | [ 75 ] |
| Show! Music Core (MBC)    | 31 października 2020 | [ 76 ] |
| Show! Music Core (MBC)    | 7 listopada 2020     | [ 77 ] |
| Show! Music Core (MBC)    | 14 listopada 2020    | [ 78 ] |
| Inkigayo (SBS)            | 30 sierpnia 2020     | [ 79 ] |
| Inkigayo (SBS)            | 6 września 2020      | [ 80 ] |
| Inkigayo (SBS)            | 13 września 2020     | [ 81 ] |
| Show Champion (MBC Music) | 2 września 2020      | [ 82 ] |
| Show Champion (MBC Music) | 9 września 2020      | [ 83 ] |
| Show Champion (MBC Music) | 16 września 2020     | [ 84 ] |
| Music Bank (KBS2)         | 4 września 2020      | [ 85 ] |
| Music Bank (KBS2)         | 11 września 2020     | [ 86 ] |
| Music Bank (KBS2)         | 18 września 2020     | [ 87 ] |
| Music Bank (KBS2)         | 25 września 2020     | [ 88 ] |
| Music Bank (KBS2)         | 2 października 2020  | [ 89 ] |
| Music Bank (KBS2)         | 9 października 2020  | [ 90 ] |
| Music Bank (KBS2)         | 13 listopada 2020    | [ 91 ] |
| Music Bank (KBS2)         | 20 listopada 2020    | [ 92 ] |

## Sprzedaż
| Kraj                     | Sprzedaż         | Certyfikat          |
| ------------------------ | ---------------- | ------------------- |
| Chiny                    | 1 121 681        |                     |
| Japonia (RIAJ)           | 250 000+ (cyfr.) | Platyna (streaming) |
| Polska (ZPAV)            | 20 000+          | Platyna             |
| Wielka Brytania (BPI)    | 400 000+         | Złota               |
| Stany Zjednoczone (RIAA) | 2 000 000+       | 2× Platyna          |